# Blauet de Java
El blauet de Java (Alcedo euryzona) és una espècie d'ocell de la família dels alcedínids (Alcedinidae).

## Taxonomia
És una espècie monotípica, si bé molts autors la consideren coespecífica del blauet de Malàisia

## Hàbitat i distribució
Habita rius de la selva de Java.